# Hamilton Szabos
Hamilton Szabos byl kanadský juniorský klub ledního hokeje, který sídlil v Hamiltonu v provincii Ontario. V letech 1946–1947 působil v juniorské soutěži Ontario Hockey Association (později Ontario Hockey League). Své domácí zápasy odehrával v hale Barton Street Arena s kapacitou 4 500 diváků.
Nejznámější hráči, kteří prošli týmem, byli např.: Bob DeCourcy, Val Delory nebo Al Dewsbury.

## Přehled ligové účasti
Zdroj: 
- 1946–1947: Ontario Hockey Association